# 牛肉丸

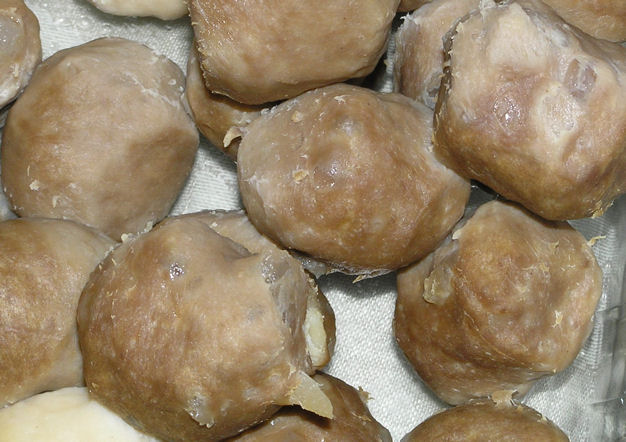
牛丸近攝

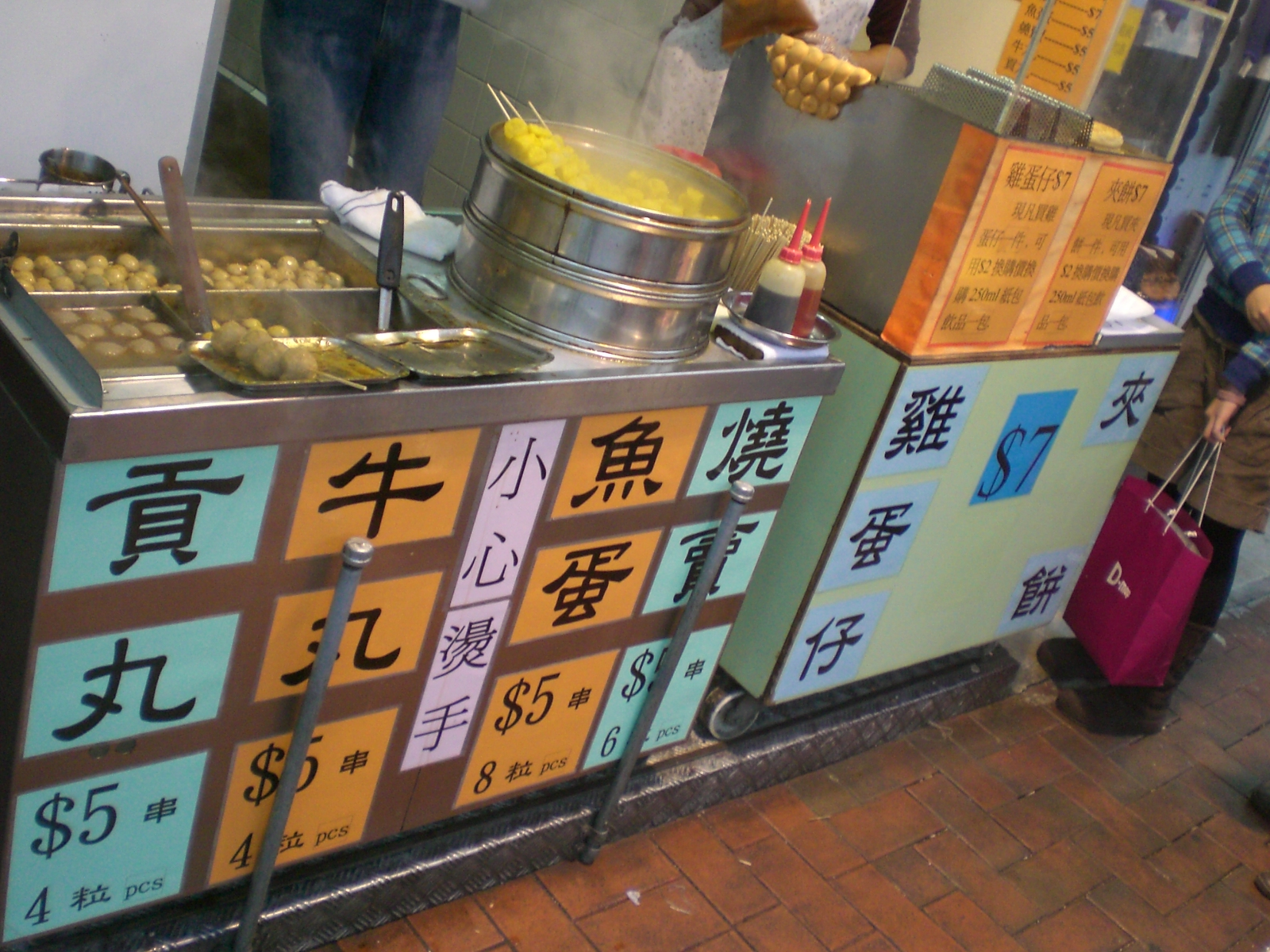
香港街頭售賣牛丸的小食店

牛肉丸，亦称潮汕手打牛丸，是客家與潮州的特色小吃，為使用牛肉所做成的肉丸，由於香港及珠三角地区有相當的祖籍潮汕地區的居民，故牛肉丸亦在这一带流行。

## 歷史
牛肉丸来源于客家菜猪肉丸，早期卖牛肉丸的小贩大部分是客家人，他们挑着小担在汕头市挨街串巷叫卖。尤其晚上，在韩堤路八角亭至公园后面的韩江一带，常有穿梭小舟，船头挂着一盏小灯，专为停泊在那里的客家货船供卖夜宵，专卖牛肉丸汤。20世纪40年代的新兴街一带饮食摊档甚多，以罗锦章制作的牛肉丸最具特色而闻名。以后又有外马路大香山牛肉丸和镇邦街牛肉丸，各小食摊档均有经营。改革开放以来，牛肉丸成为潮汕美食美名远扬，其中尤以用料上等口味正宗的垄美斋牛肉丸著称。

## 香港

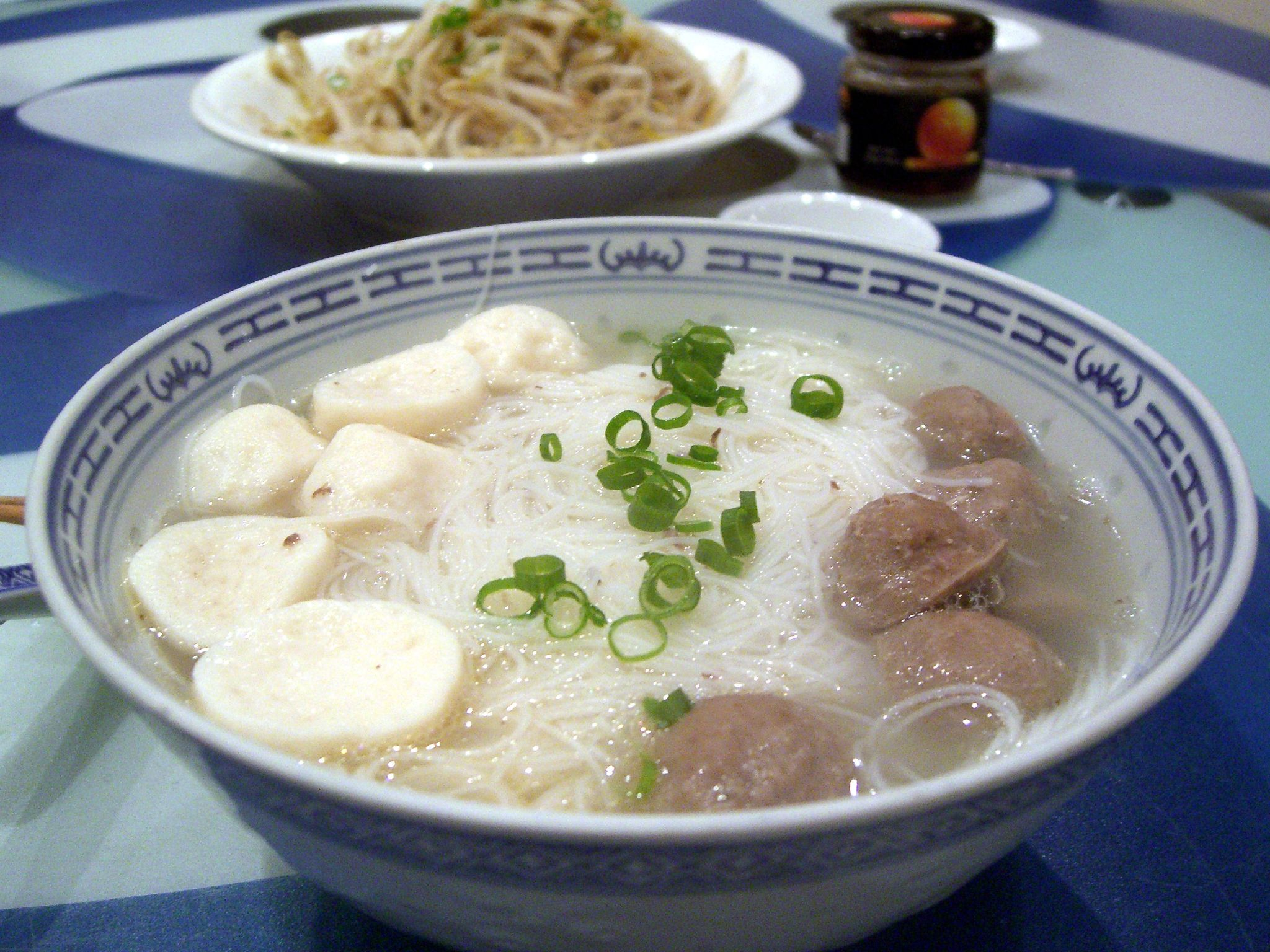
魚蛋牛丸麵

潮州的手打牛丸非常著名，但香港產的牛丸較少潮州牛丸的咬勁。牛肉丸與牛筋丸等肉丸多為香港冬季打甂爐（火鍋）之常用佐餐熱門食品之一。或者作為湯麵和河粉、米粉之伴餐食品，如魚蛋牛丸麵、牛丸米（粉）等。
1999年，消費者委員會對香港能售賣的35個牛丸樣本進行測試，有一個測試樣本含有禁用的水楊酸，另一個樣本含過量苯甲酸，其餘的均通過測試。
周星馳導演的電影《食神》內，就以「爆漿瀨尿牛丸」為內容之一。
2013年5月，香港有線電視《新聞刺針》記者驗出潮苑粉麵店及佳寶凍肉店的牛丸其實不含牛肉成份，引起社會關注。